# Museo de Arte Miguel Urrutia

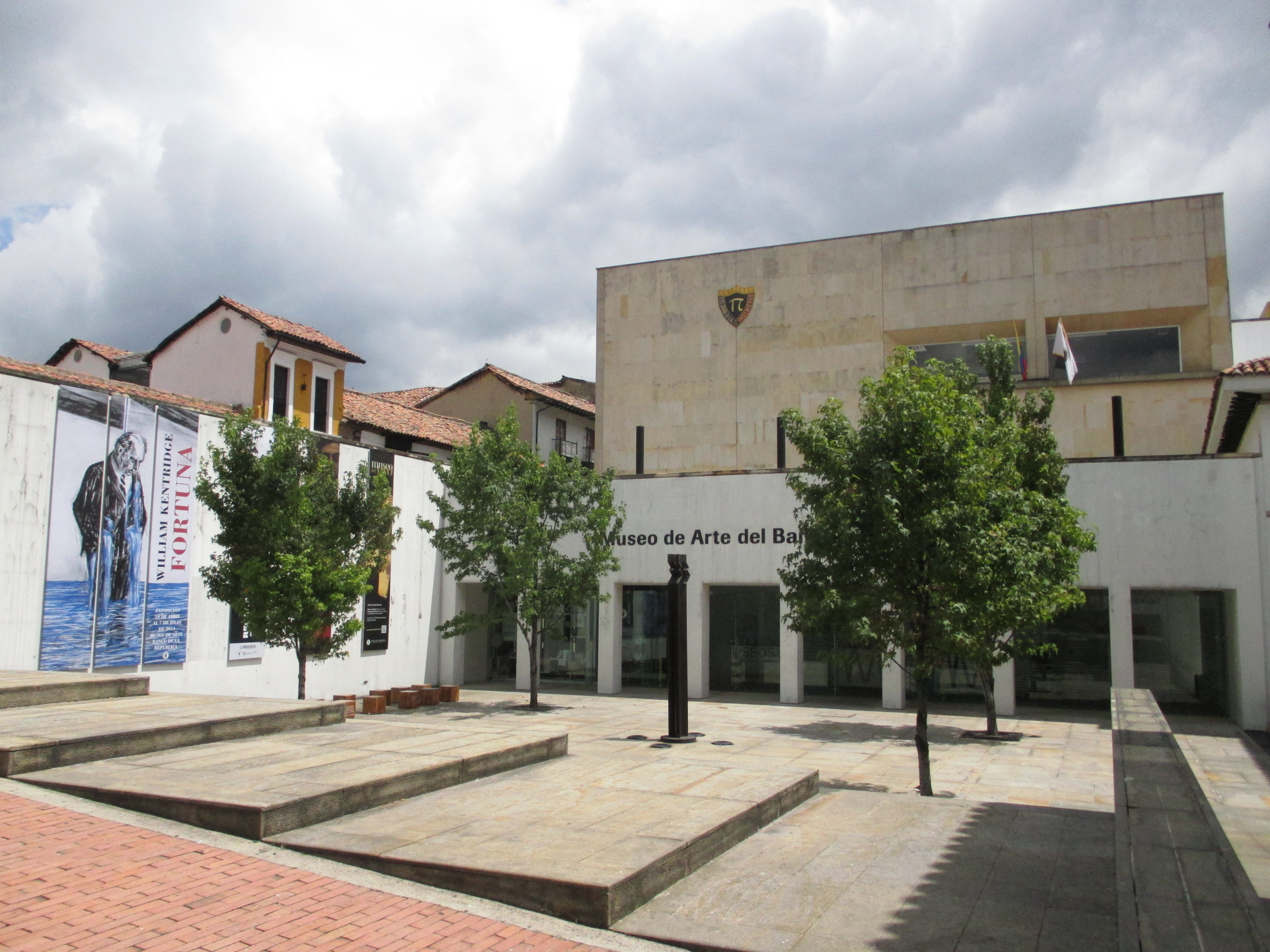
Entrada del Museo de Arte del Banco de la República.

El Museo de Arte Miguel Urrutia (MAMU), inaugurado en 2004, es un nuevo edificio dedicado a las artes plásticas ubicado en la manzana sur de la Biblioteca Luis Ángel Arango, en el centro histórico de Bogotá (Colombia).

## Colecciones
El Museo no tiene una colección propia. En una gran sala de 500 metros cuadrados ubicada en el segundo piso y dividida en varias secciones, reúne la parte de la Colección de Arte del Banco de la República dedicada al arte latinoamericano del siglo XX y al arte europeo. Éste, constituye su núcleo expositivo permanente.

## El Edificio

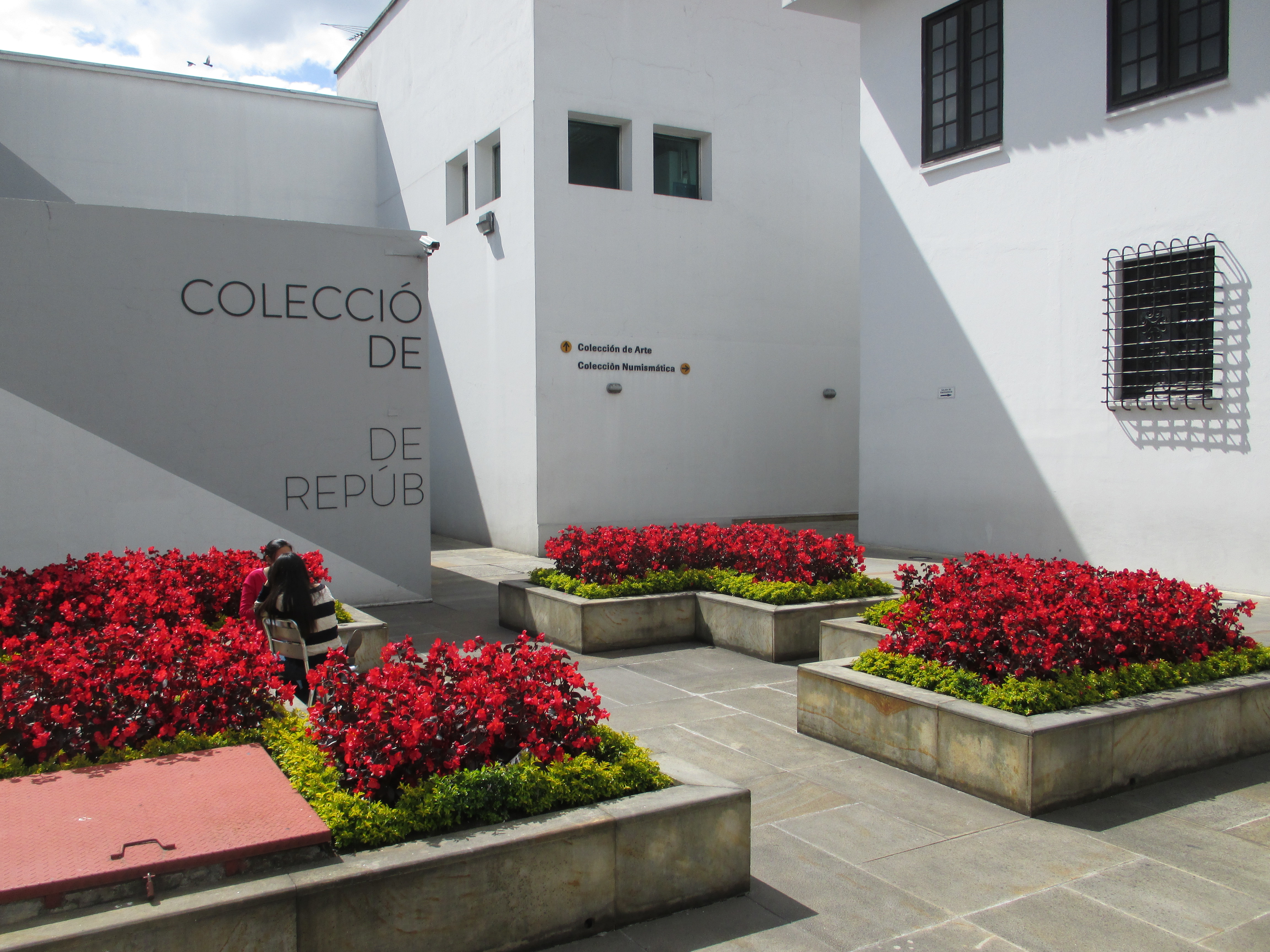
Museo Banco de la República.

La construcción de tres pisos, inaugurada en 2004, fue diseñada por el arquitecto bogotano Enrique Triana Uribe quien, por este proyecto, recibió el Premio Nacional de Arquitectura 2006.
El arquitecto planteó un edificio tipo "caja blanca", en contraposición a los museos "espectáculo" desarrollados recientemente en otras ciudades del mundo. El edificio de Triana, con un manejo neutro y sencillo de las fachadas, busca pasar desapercibido en medio de una manzana de construcciones coloniales. 
Conserva la altura de su vecina Sociedad Colombiana de Ingenieros y posee todos los requerimientos tecnológicos y la versatilidad espacial necesaria para la presentación de grandes exposiciones temporales de arte contemporáneo. En su zona de Reservas, el edificio posee igualmente toda la tecnología para la conservación de las obras depositadas por la Colección de Arte del Banco de la República.

## Exposiciones Temporales
En una gran sala de 500 metros cuadrados ubicada en el tercer piso, se encuentra el espacio para exposiciones temporales de arte contemporáneo. En ésta, se han presentado las siguientes exposiciones temporales:
- "Guillermo Kuitca: Obras puntuales". Curaduría: Sonia Becce. 27 de septiembre de 2006 - 29 de enero de 2007

- "Fantasmagoría: Espectros de ausencia". Curaduría: José Ignacio Roca. 7 de marzo a 11 de junio de 2007.

- "Regina Silveira: Sombra luminosa". Curaduría: José Ignacio Roca. 29 de agosto a 29 de octubre de 2007.

Además, se han presentado exposiciones retrospectivas de los artistas colombianos María Fernanda Cardoso y Jim Amaral, además de muestras provenientes de la colección Daros Latinoamérica en Zúrich, entre otras.
- Datos: Q6033919
- Multimedia: Museo de Arte del Banco de la República / Q6033919